# Exodictyon radula
Exodictyon radula là một loài rêu trong họ Calymperaceae. Loài này được Thwaites & Mitt. Cardot mô tả khoa học đầu tiên năm 1900.